# Origgio
Origgio ist eine norditalienische Gemeinde (comune) in der Provinz Varese in der Lombardei. 

## Lage und Einwohner
Die Gemeinde Origgio liegt rund 45 km südöstlich von der Provinzhauptstadt Varese und umfasst die Fraktionen Cascina Muschiona, Cascina Broggio und Villa Regina. Origgio grenzt unmittelbar an die Metropolitanstadt Mailand. 
Die Nachbargemeinden sind Caronno Pertusella, Cerro Maggiore (MI), Lainate (MI), Nerviano (MI), Saronno und Uboldo.

### Verkehrsanbindung
Origgio liegt an der Autostrada A9 von Lainate nach Como bzw. Chiasso (Schweiz). Ferner führt die frühere Staatsstraße 233 (heute Provinzstraße) durch die Gemeinde. Origgio wird von S-Bahn Mailand mit den Linien S1 und S3 bedient.

## Geschichte

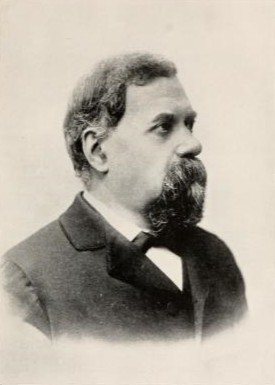
Giovanni Schiaparelli

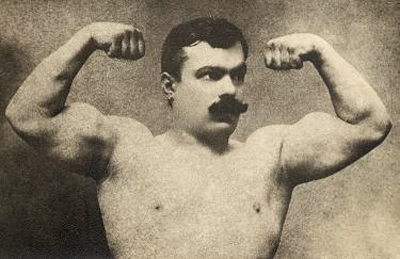
Carlo Airoldi 1896

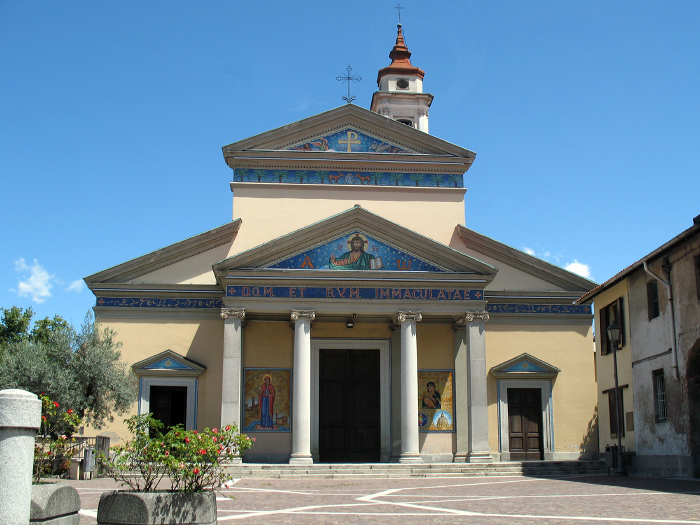
Pfarrkirche Beata Vergine Immacolata

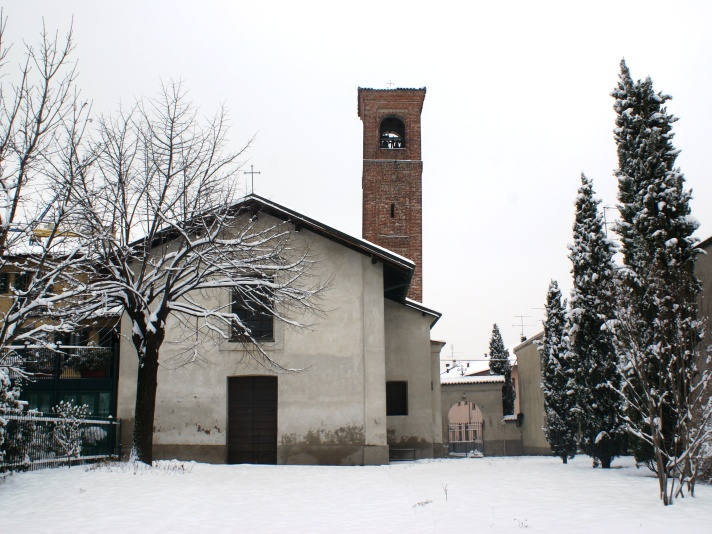
Kirche San Giorgio

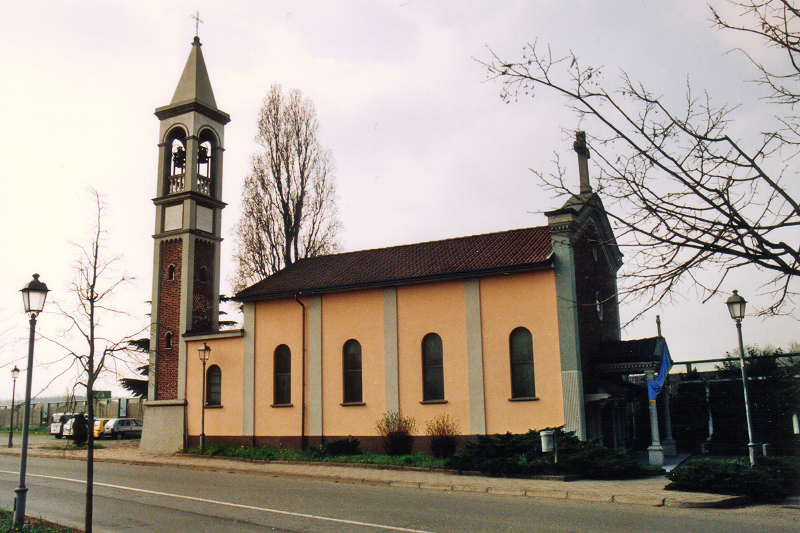
Kirche Madonna del Bosco

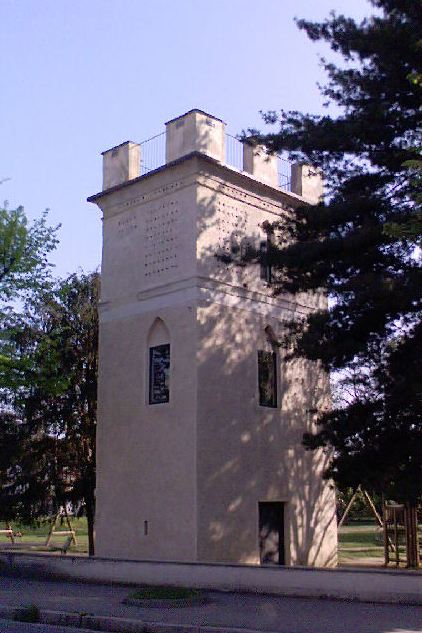
Schiaparelli Turm

Von Oleoductus, dem römischen Namen von Origgio, kam die Via Varesina, die Mediolanum (Mailand) mit Luganum (Lugano) verband und durch Baretium (Varese) führte. Origgio erscheint mit unterschiedlichen Namen auf verschiedenen historischen Dokumenten: Oleoductus, Oleoductum, Uduluctum, Uduluctum und Urugio. 
Origgio war von 835 bis 1480 im Besitz der Äbte von Sant’Ambrogio, dann ging es in den Besitz der Familie Borromeo über. Als Ortschaft der Pieve von Nerviano, die in den Statuten der Straßen und Gewässer der Grafschaft Mailand als Udrugio erwähnt wird, gehörte Origgio zu den Gemeinden, die zur Instandhaltung der Bollate-Straße beitrugen (1346). In den Registern des Estimo (Grundbuch) des Herzogtums Mailand von 1558 und den späteren Aktualisierungen im 18. Jahrhundert war Origgio noch unter den in derselben Pieve erfassten Gemeinden. Nach den Antworten auf 45 Fragen, die der zweite Volkszählungsrat im Jahr 1751 stellte, gab es kein Dokument, das den feudalen Status der Stadt belegte. Was die Rechtspflege anbelangt, so gab es in Origgio keinen Richter. Der Konsul der Gemeinschaft leistete den Eid in der Strafbank des königlichen Büros des Podestà von Mailand. Die Gemeinde hatte keinen allgemeinen Rat, sondern nur einen Konsul und zwei Bürgermeister, die auf dem öffentlichen Platz mit Zustimmung der gesamten Gemeinde gewählt wurden. Der Konsul wurde nicht gewählt, sondern versteigert, wobei derjenige den Vorzug erhielt, der das beste Angebot machte.
Es gab einen Kanzler, Luigi Ronzio, der der Gemeinde zur Seite stand und in Saronno wohnte. Er legte die Zuweisungen fest und verwaltete sie für ein Gehalt von 43 Lire plus Überstunden.
Mit der Aktivierung der Gemeinden in der Provinz Mailand auf der Grundlage der territorialen Aufteilung des Königreichs Lombardo-Venetien (Mitteilung vom 12. Februar 1816) wurde die Gemeinde Origgio in den Bezirk IV von Saronno aufgenommen.
Origgio, eine Gemeinde mit einer Vorladung, wurde durch die spätere territoriale Aufteilung der lombardischen Provinzen (Mitteilung vom 1. Juli 1844) im Bezirk IV von Saronno bestätigt. Im Jahr 1853 (Mitteilung vom 23. Juni 1853) wurde Origgio, eine Gemeinde mit allgemeiner Einberufung und 1540 Einwohnern, dem Bezirk XIV von Saronno zugeordnet.
Nach der vorübergehenden Vereinigung der lombardischen Provinzen mit dem Königreich Sardinien wurde die Gemeinde Origgio mit 1.627 Einwohnern, die von einem Rat mit fünfzehn Mitgliedern und einem Rat mit zwei Mitgliedern verwaltet wird, auf der Grundlage der durch das Gesetz vom 23. Oktober 1859 festgelegten Gebietsaufteilung in den Bezirk III von Saronno, Bezirk IV von Gallarate, Provinz Mailand, eingegliedert. Bei der Gründung des Königreichs Italien im Jahr 1861 hatte die Gemeinde 1.805 Einwohner (Volkszählung 1861). Nach dem Gemeindegesetz von 1865 wurde die Gemeinde von einem Bürgermeister, einem Rat und einem Ausschuss verwaltet. Im Jahr 1867 wurde die Gemeinde in denselben Bezirk, Kreis und dieselbe Provinz eingegliedert (Verwaltungsbezirk 1867).
Im Jahr 1924 wurde die Gemeinde in den Bezirk Gallarate der Provinz Mailand eingegliedert. Nach der Gemeindereform von 1926 wurde die Gemeinde von einem Podestà verwaltet. Im Jahr 1927 wurde die Gemeinde der Provinz Varese zugeschlagen. Im Jahr 1928 wurde die Gemeinde Origgio mit der Gemeinde Saronno zusammengelegt (Königlicher Erlass Nr. 55 vom 8. Januar 1928). Im Jahr 1946 wurde die autonome Gemeinde Origgio durch Abtrennung ihres Gebiets von der Gemeinde Saronno neu gebildet (31. Oktober 1946). Nach dem geltenden Gesetz über die Gemeindeorganisation wurde die Gemeinde von einem Bürgermeister, einer Junta und einem Rat verwaltet. Im Jahr 1971 hatte die Gemeinde Origgio eine Fläche von 805 Hektar.

## Sehenswürdigkeiten
- Pfarrkirche Beata Vergine Maria Immacolata Concezione, erbaut im 18. Jahrhundert, bewahrt Gemälde des Lebens von Carlo Borromeo
- Altertümliche Kirche San Giorgio, erwähnt 1181
- Wallfahrtskirche Madonna del Bosco
- Turm Schiaparelli
- Schloss Borromeo
- Villa Borletti

## Persönlichkeiten
- Giovanni Virginio Schiaparelli  (1835–1910), Astronom, von 1864 bis 1900 Direktor des Osservatorio Astronomico di Brera von Mailand
- Carlo Airoldi (1869–1929), Leichtathlet, Marathonläufer